# 布里地区绍姆
布里地区绍姆（法語：Chaumes-en-Brie，法語發音：[ʃom ɑ̃ bʁi] ⓘ），或纯音译作绍姆昂布里，是法国法蘭西島大區塞纳-马恩省的一个市镇，属于默伦区。 

## 地理
布里地区绍姆（48°40'4"N, 2°50'36"E）面积20.07 平方千米，位于法国法蘭西島大區塞纳-马恩省，该省份为法国北部内陆省份，北起瓦兹省，西接埃松省、马恩河谷省、塞纳-圣但尼省和瓦兹河谷省，南至卢瓦雷省，东南接约讷省，东临马恩省和奥布省，东北接埃纳省。
与布里地区绍姆接壤的市镇（或旧市镇、城区）包括：丰特奈-特雷西尼、吉涅、奥祖埃尔勒武尔日、韦尔讷伊莱唐、耶布勒、阿让蒂耶尔、博瓦尔、贝尔奈-维尔贝、沙特尔。

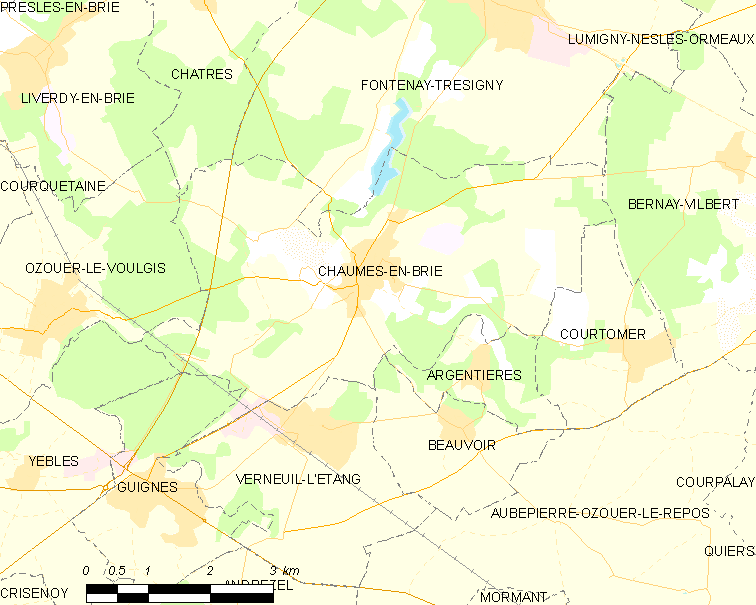
布里地区绍姆的OSM定位图

布里地区绍姆的时区为UTC+01:00、UTC+02:00（夏令时）。

## 行政
布里地区绍姆的邮政编码为77390，INSEE市镇编码为77107。

## 政治
布里地区绍姆所属的省级选区为丰特奈-特雷西尼县。

## 人口

1962-2008年间布里地区绍姆人口变化图示

布里地区绍姆于2022年1月1日时的人口数量为3452人。